# Eleições presidenciais portuguesas de 2016 no distrito de Portalegre
| Eleições presidenciais portuguesas de 2016 Distritos: Aveiro \| Beja \| Braga \| Bragança \| Castelo Branco \| Coimbra \| Évora \| Faro \| Guarda \| Leiria \| Lisboa \| Portalegre \| Porto \| Santarém \| Setúbal \| Viana do Castelo \| Vila Real \| Viseu \| Açores \| Madeira \| Estrangeiro |

## Resultados por Concelho
Os resultados nos concelhos do Distrito de Portalegre foram os seguintes:

### Alter do Chão
| Candidato               | Candidato                | Votos | %               |
| ----------------------- | ------------------------ | ----- | --------------- |
|                         | Marcelo Rebelo de Sousa  | 643   | 42,84 / 100,00  |
|                         | António Sampaio da Nóvoa | 485   | 32,31 / 100,00  |
|                         | Marisa Matias            | 134   | 8,93 / 100,00   |
|                         | Edgar Silva              | 117   | 7,79 / 100,00   |
|                         | Maria de Belém Roseira   | 49    | 3,26 / 100,00   |
|                         | Vitorino Silva           | 32    | 2,13 / 100,00   |
|                         | Paulo de Morais          | 22    | 1,47 / 100,00   |
|                         | Henrique Neto            | 12    | 0,80 / 100,00   |
|                         | Jorge Sequeira           | 4     | 0,27 / 100,00   |
|                         | Cândido Ferreira         | 3     | 0,20 / 100,00   |
| Votos Inválidos         | Votos Inválidos          | 28    | 1,83 / 100,00   |
| Total                   | Total                    | 1 529 | 100,00 / 100,00 |
| Eleitorado/Participação | Eleitorado/Participação  | 2 887 | 52,96 / 100,00  |

| Freguesia     | %     | %     | %     | %     | %    | %    | %    | %    | %    | %    | Votantes |
| Freguesia     | MRS   | ASN   | MM    | ES    | MBR  | VS   | PM   | HN   | JS   | CF   | Votantes |
| ------------- | ----- | ----- | ----- | ----- | ---- | ---- | ---- | ---- | ---- | ---- | -------- |
| Alter do Chão | 50,00 | 28,14 | 9,49  | 4,58  | 2,67 | 1,92 | 1,92 | 0,96 | 0,21 | 0,11 | 952      |
| Chancelaria   | 46,23 | 33,96 | 7,55  | 5,66  | 2,36 | 2,83 | 0,94 | 0,47 | 0    | 0    | 216      |
| Cunheira      | 17,39 | 52,80 | 10,56 | 4,97  | 7,45 | 3,73 | 0,62 | 1,24 | 1,24 | 0    | 166      |
| Seda          | 25,26 | 33,68 | 6,32  | 28,42 | 3,68 | 1,05 | 0,53 | 0    | 0    | 1,05 | 195      |
| Alter do Chão | 42,84 | 32,31 | 8,93  | 7,79  | 3,26 | 2,13 | 1,47 | 0,80 | 0,27 | 0,20 | 1 529    |

### Arronches
| Candidato               | Candidato                | Votos | %               |
| ----------------------- | ------------------------ | ----- | --------------- |
|                         | Marcelo Rebelo de Sousa  | 670   | 50,95 / 100,00  |
|                         | António Sampaio da Nóvoa | 385   | 29,28 / 100,00  |
|                         | Marisa Matias            | 90    | 6,84 / 100,00   |
|                         | Edgar Silva              | 54    | 4,11 / 100,00   |
|                         | Maria de Belém Roseira   | 51    | 3,88 / 100,00   |
|                         | Vitorino Silva           | 25    | 1,90 / 100,00   |
|                         | Henrique Neto            | 15    | 1,14 / 100,00   |
|                         | Paulo de Morais          | 14    | 1,06 / 100,00   |
|                         | Cândido Ferreira         | 8     | 0,61 / 100,00   |
|                         | Jorge Sequeira           | 3     | 0,23 / 100,00   |
| Votos Inválidos         | Votos Inválidos          | 33    | 2,45 / 100,00   |
| Total                   | Total                    | 1 348 | 100,00 / 100,00 |
| Eleitorado/Participação | Eleitorado/Participação  | 2 657 | 50,73 / 100,00  |

| Freguesia | %     | %     | %    | %    | %    | %    | %    | %    | %    | %    | Votantes |
| Freguesia | MRS   | ASN   | MM   | ES   | MBR  | VS   | HN   | PM   | CF   | JS   | Votantes |
| --------- | ----- | ----- | ---- | ---- | ---- | ---- | ---- | ---- | ---- | ---- | -------- |
| Assunção  | 51,47 | 28,27 | 6,95 | 5,42 | 4,12 | 1,65 | 0,82 | 1,06 | 0,24 | 0    | 875      |
| Esperança | 48,11 | 34,02 | 5,84 | 1,72 | 3,78 | 2,06 | 1,72 | 0,34 | 2,06 | 0,34 | 294      |
| Mosteiros | 53,14 | 26,29 | 8,00 | 1,71 | 2,86 | 2,86 | 1,71 | 2,29 | 0    | 1,14 | 179      |
| Arronches | 50,95 | 29,28 | 6,84 | 4,11 | 3,88 | 1,90 | 1,14 | 1,06 | 0,61 | 0,23 | 1 348    |

### Avis
| Candidato               | Candidato                | Votos | %               |
| ----------------------- | ------------------------ | ----- | --------------- |
|                         | Edgar Silva              | 675   | 31,31 / 100,00  |
|                         | António Sampaio da Nóvoa | 585   | 27,13 / 100,00  |
|                         | Marcelo Rebelo de Sousa  | 573   | 26,58 / 100,00  |
|                         | Marisa Matias            | 173   | 8,02 / 100,00   |
|                         | Maria de Belém Roseira   | 66    | 3,06 / 100,00   |
|                         | Vitorino Silva           | 51    | 2,37 / 100,00   |
|                         | Paulo de Morais          | 12    | 0,56 / 100,00   |
|                         | Henrique Neto            | 12    | 0,56 / 100,00   |
|                         | Cândido Ferreira         | 5     | 0,23 / 100,00   |
|                         | Jorge Sequeira           | 4     | 0,19 / 100,00   |
| Votos Inválidos         | Votos Inválidos          | 52    | 2,36 / 100,00   |
| Total                   | Total                    | 2 208 | 100,00 / 100,00 |
| Eleitorado/Participação | Eleitorado/Participação  | 3 692 | 59,80 / 100,00  |

| Freguesia            | %     | %     | %     | %     | %    | %    | %    | %    | %    | %    | Votantes |
| Freguesia            | ES    | ASN   | MRS   | MM    | MBR  | VS   | PM   | HN   | CF   | JS   | Votantes |
| -------------------- | ----- | ----- | ----- | ----- | ---- | ---- | ---- | ---- | ---- | ---- | -------- |
| Alcórrego e Maranhão | 53,10 | 22,87 | 13,18 | 8,14  | 0,78 | 0,78 | 0    | 0    | 0    | 0    | 259      |
| Aldeia Velha         | 36,31 | 28,66 | 25,48 | 3,82  | 1,91 | 3,18 | 0    | 0,64 | 0    | 0    | 160      |
| Avis                 | 27,08 | 25,96 | 29,81 | 10,19 | 2,98 | 2,48 | 0,62 | 0,37 | 0,25 | 0,25 | 830      |
| Benavila e Valongo   | 27,11 | 30,92 | 24,50 | 7,23  | 6,02 | 2,41 | 0,60 | 0,80 | 0,20 | 0,20 | 513      |
| Ervedal              | 28,98 | 26,50 | 32,16 | 6,01  | 1,41 | 2,83 | 1,06 | 0,71 | 0,35 | 0    | 287      |
| Figueira e Barros    | 29,68 | 27,74 | 29,68 | 7,10  | 1,94 | 2,58 | 0    | 0,65 | 0,65 | 0    | 159      |
| Avis                 | 31,31 | 27,13 | 26,58 | 8,02  | 3,06 | 2,37 | 0,56 | 0,56 | 0,23 | 0,19 | 2 208    |

### Campo Maior
| Candidato               | Candidato                | Votos | %               |
| ----------------------- | ------------------------ | ----- | --------------- |
|                         | António Sampaio da Nóvoa | 1 356 | 39,16 / 100,00  |
|                         | Marcelo Rebelo de Sousa  | 1 067 | 30,81 / 100,00  |
|                         | Marisa Matias            | 424   | 12,24 / 100,00  |
|                         | Edgar Silva              | 358   | 10,34 / 100,00  |
|                         | Maria de Belém Roseira   | 145   | 4,19 / 100,00   |
|                         | Vitorino Silva           | 54    | 1,56 / 100,00   |
|                         | Paulo de Morais          | 38    | 1,10 / 100,00   |
|                         | Jorge Sequeira           | 9     | 0,26 / 100,00   |
|                         | Henrique Neto            | 6     | 0,17 / 100,00   |
|                         | Cândido Ferreira         | 6     | 0,17 / 100,00   |
| Votos Inválidos         | Votos Inválidos          | 72    | 2,03 / 100,00   |
| Total                   | Total                    | 3 535 | 100,00 / 100,00 |
| Eleitorado/Participação | Eleitorado/Participação  | 7 374 | 47,94 / 100,00  |

| Freguesia                            | %     | %     | %     | %     | %    | %    | %    | %    | %    | %    | Votantes |
| Freguesia                            | ASN   | MRS   | MM    | ES    | MBR  | VS   | PM   | JS   | HN   | CF   | Votantes |
| ------------------------------------ | ----- | ----- | ----- | ----- | ---- | ---- | ---- | ---- | ---- | ---- | -------- |
| Nossa Senhora da Expectação          | 36,82 | 34,22 | 12,40 | 9,09  | 4,35 | 1,43 | 1,04 | 0,39 | 0,06 | 0,19 | 1 573    |
| Nossa Senhora da Graça dos Degolados | 52,86 | 20,71 | 9,29  | 9,29  | 5,00 | 2,50 | 0,36 | 0    | 0    | 0    | 285      |
| São João Batista                     | 39,01 | 29,34 | 12,60 | 11,69 | 3,90 | 1,52 | 1,28 | 0,18 | 0,30 | 0,18 | 1 677    |
| Campo Maior                          | 39,16 | 30,81 | 12,24 | 10,34 | 4,19 | 1,56 | 1,10 | 0,26 | 0,17 | 0,17 | 3 535    |

### Castelo de Vide
| Candidato               | Candidato                | Votos | %               |
| ----------------------- | ------------------------ | ----- | --------------- |
|                         | Marcelo Rebelo de Sousa  | 748   | 46,66 / 100,00  |
|                         | António Sampaio da Nóvoa | 477   | 29,76 / 100,00  |
|                         | Marisa Matias            | 155   | 9,67 / 100,00   |
|                         | Maria de Belém Roseira   | 84    | 5,24 / 100,00   |
|                         | Edgar Silva              | 62    | 3,87 / 100,00   |
|                         | Vitorino Silva           | 41    | 2,56 / 100,00   |
|                         | Paulo de Morais          | 21    | 1,31 / 100,00   |
|                         | Jorge Sequeira           | 6     | 0,37 / 100,00   |
|                         | Henrique Neto            | 5     | 0,31 / 100,00   |
|                         | Cândido Ferreira         | 4     | 0,25 / 100,00   |
| Votos Inválidos         | Votos Inválidos          | 38    | 2,31 / 100,00   |
| Total                   | Total                    | 1 641 | 100,00 / 100,00 |
| Eleitorado/Participação | Eleitorado/Participação  | 2 936 | 55,89 / 100,00  |

| Freguesia                                | %     | %     | %     | %    | %    | %    | %    | %    | %    | %    | Votantes |
| Freguesia                                | MRS   | ASN   | MM    | MBR  | ES   | VS   | PM   | JS   | HN   | CF   | Votantes |
| ---------------------------------------- | ----- | ----- | ----- | ---- | ---- | ---- | ---- | ---- | ---- | ---- | -------- |
| Nossa Senhora da Graça de Póvoa e Meadas | 29,15 | 40,96 | 9,96  | 8,86 | 4,43 | 3,69 | 1,11 | 0,74 | 0,37 | 0,74 | 280      |
| Santa Maria da Devesa                    | 49,29 | 27,48 | 10,19 | 4,00 | 4,52 | 2,06 | 1,55 | 0,26 | 0,39 | 0,26 | 791      |
| Santiago Maior                           | 54,37 | 27,50 | 8,13  | 3,75 | 3,13 | 1,88 | 0    | 1,25 | 0    | 0    | 165      |
| São João Batista                         | 50,38 | 27,46 | 9,07  | 5,79 | 2,52 | 3,02 | 1,51 | 0    | 0,25 | 0    | 405      |
| Castelo de Vide                          | 46,66 | 29,76 | 9,67  | 5,24 | 3,87 | 2,56 | 1,31 | 0,37 | 0,31 | 0,25 | 1 641    |

### Crato
| Candidato               | Candidato                | Votos | %               |
| ----------------------- | ------------------------ | ----- | --------------- |
|                         | Marcelo Rebelo de Sousa  | 741   | 43,67 / 100,00  |
|                         | António Sampaio da Nóvoa | 590   | 34,77 / 100,00  |
|                         | Marisa Matias            | 115   | 6,78 / 100,00   |
|                         | Edgar Silva              | 109   | 6,42 / 100,00   |
|                         | Maria de Belém Roseira   | 72    | 4,24 / 100,00   |
|                         | Vitorino Silva           | 42    | 2,47 / 100,00   |
|                         | Paulo de Morais          | 10    | 0,59 / 100,00   |
|                         | Henrique Neto            | 10    | 0,59 / 100,00   |
|                         | Cândido Ferreira         | 4     | 0,24 / 100,00   |
|                         | Jorge Sequeira           | 4     | 0,24 / 100,00   |
| Votos Inválidos         | Votos Inválidos          | 32    | 1,85 / 100,00   |
| Total                   | Total                    | 1 729 | 100,00 / 100,00 |
| Eleitorado/Participação | Eleitorado/Participação  | 3 204 | 53,96 / 100,00  |

| Freguesia                                     | %     | %     | %    | %    | %    | %    | %    | %    | %    | %    | Votantes |
| Freguesia                                     | MRS   | ASN   | MM   | ES   | MBR  | VS   | PM   | HN   | CF   | JS   | Votantes |
| --------------------------------------------- | ----- | ----- | ---- | ---- | ---- | ---- | ---- | ---- | ---- | ---- | -------- |
| Aldeia da Mata                                | 42,78 | 37,43 | 4,28 | 5,88 | 5,35 | 2,67 | 0,53 | 0    | 0    | 1,07 | 189      |
| Crato e Mártires, Flor da Rosa e Vale do Peso | 46,23 | 32,08 | 6,92 | 6,92 | 3,26 | 2,65 | 0,51 | 0,81 | 0,41 | 0,20 | 1 010    |
| Gáfete                                        | 41,36 | 37,43 | 7,85 | 4,97 | 5,76 | 1,57 | 0,79 | 0,26 | 0    | 0    | 383      |
| Monte da Pedra                                | 33,56 | 42,47 | 6,16 | 7,53 | 5,48 | 3,42 | 0,68 | 0,68 | 0    | 0    | 147      |
| Crato                                         | 43,67 | 34,77 | 6,78 | 6,42 | 4,24 | 2,47 | 0,59 | 0,59 | 0,24 | 0,24 | 1 729    |

### Elvas
| Candidato               | Candidato                | Votos  | %               |
| ----------------------- | ------------------------ | ------ | --------------- |
|                         | Marcelo Rebelo de Sousa  | 3 568  | 44,88 / 100,00  |
|                         | António Sampaio da Nóvoa | 2 411  | 30,33 / 100,00  |
|                         | Marisa Matias            | 859    | 10,81 / 100,00  |
|                         | Maria de Belém Roseira   | 387    | 4,87 / 100,00   |
|                         | Edgar Silva              | 321    | 4,04 / 100,00   |
|                         | Vitorino Silva           | 181    | 2,28 / 100,00   |
|                         | Paulo de Morais          | 120    | 1,51 / 100,00   |
|                         | Henrique Neto            | 58     | 0,73 / 100,00   |
|                         | Cândido Ferreira         | 25     | 0,31 / 100,00   |
|                         | Jorge Sequeira           | 20     | 0,25 / 100,00   |
| Votos Inválidos         | Votos Inválidos          | 171    | 2,10 / 100,00   |
| Total                   | Total                    | 8 121  | 100,00 / 100,00 |
| Eleitorado/Participação | Eleitorado/Participação  | 19 595 | 41,44 / 100,00  |

| Freguesia                                   | %     | %     | %     | %    | %     | %    | %    | %    | %    | %    | Votantes |
| Freguesia                                   | MRS   | ASN   | MM    | MBR  | ES    | VS   | PM   | HN   | CF   | JS   | Votantes |
| ------------------------------------------- | ----- | ----- | ----- | ---- | ----- | ---- | ---- | ---- | ---- | ---- | -------- |
| Assunção, Ajuda, Salvador e Santo Ildefonso | 53,01 | 27,07 | 10,01 | 3,35 | 2,05  | 1,97 | 1,53 | 0,58 | 0,17 | 0,26 | 3 533    |
| Barbacena e Vila Fernando                   | 42,15 | 27,33 | 10,76 | 5,23 | 7,56  | 3,20 | 2,03 | 1,45 | 0,29 | 0    | 352      |
| Caia, São Pedro e Alcáçova                  | 37,02 | 36,12 | 12,10 | 5,79 | 4,03  | 1,99 | 1,53 | 0,85 | 0,34 | 0,23 | 1 791    |
| Santa Eulália                               | 42,60 | 34,08 | 9,42  | 4,26 | 5,38  | 1,57 | 0,67 | 1,12 | 0,22 | 0,67 | 450      |
| São Brás e São Lourenço                     | 42,88 | 32,93 | 10,63 | 5,66 | 1,03  | 3,09 | 2,06 | 1,03 | 0,51 | 0,17 | 597      |
| São Vicente e Ventosa                       | 28,71 | 35,31 | 11,22 | 7,59 | 11,22 | 3,96 | 0,99 | 0    | 0,33 | 0,66 | 308      |
| Terrugem e Vila Boim                        | 38,96 | 27,87 | 11,85 | 7,20 | 8,44  | 2,84 | 1,42 | 0,66 | 0,66 | 0,09 | 1 090    |
| Elvas                                       | 44,88 | 30,33 | 10,81 | 4,87 | 4,04  | 2,28 | 1,51 | 0,73 | 0,31 | 0,25 | 8 121    |

### Fronteira
| Candidato               | Candidato                | Votos | %               |
| ----------------------- | ------------------------ | ----- | --------------- |
|                         | Marcelo Rebelo de Sousa  | 637   | 41,69 / 100,00  |
|                         | António Sampaio da Nóvoa | 502   | 32,85 / 100,00  |
|                         | Marisa Matias            | 140   | 9,16 / 100,00   |
|                         | Edgar Silva              | 107   | 7,00 / 100,00   |
|                         | Maria de Belém Roseira   | 64    | 4,19 / 100,00   |
|                         | Vitorino Silva           | 36    | 2,36 / 100,00   |
|                         | Paulo de Morais          | 27    | 1,77 / 100,00   |
|                         | Cândido Ferreira         | 8     | 0,52 / 100,00   |
|                         | Henrique Neto            | 7     | 0,46 / 100,00   |
|                         | Jorge Sequeira           | 0     | 0,00 / 100,00   |
| Votos Inválidos         | Votos Inválidos          | 34    | 2,18 / 100,00   |
| Total                   | Total                    | 1 562 | 100,00 / 100,00 |
| Eleitorado/Participação | Eleitorado/Participação  | 2 792 | 55,95 / 100,00  |

| Freguesia      | %     | %     | %     | %     | %    | %    | %    | %    | %    | %  | Votantes |
| Freguesia      | MRS   | ASN   | MM    | ES    | MBR  | VS   | PM   | CF   | HN   | JS | Votantes |
| -------------- | ----- | ----- | ----- | ----- | ---- | ---- | ---- | ---- | ---- | -- | -------- |
| Cabeço de Vide | 33,70 | 31,93 | 13,97 | 12,42 | 4,66 | 1,33 | 1,33 | 0,22 | 0,44 | 0  | 457      |
| Fronteira      | 46,50 | 33,04 | 7,44  | 3,61  | 3,61 | 2,52 | 2,08 | 0,77 | 0,44 | 0  | 939      |
| São Saturnino  | 36,81 | 34,36 | 5,52  | 11,04 | 6,13 | 4,29 | 1,23 | 0    | 0,61 | 0  | 166      |
| Fronteira      | 41,69 | 32,85 | 9,16  | 7,00  | 4,19 | 2,36 | 1,77 | 0,52 | 0,46 | 0  | 1 562    |

### Gavião
| Candidato               | Candidato                | Votos | %               |
| ----------------------- | ------------------------ | ----- | --------------- |
|                         | António Sampaio da Nóvoa | 786   | 38,68 / 100,00  |
|                         | Marcelo Rebelo de Sousa  | 680   | 33,46 / 100,00  |
|                         | Marisa Matias            | 217   | 10,68 / 100,00  |
|                         | Maria de Belém Roseira   | 139   | 6,84 / 100,00   |
|                         | Edgar Silva              | 118   | 5,81 / 100,00   |
|                         | Vitorino Silva           | 53    | 2,61 / 100,00   |
|                         | Henrique Neto            | 12    | 0,59 / 100,00   |
|                         | Cândido Ferreira         | 12    | 0,59 / 100,00   |
|                         | Paulo de Morais          | 10    | 0,49 / 100,00   |
|                         | Jorge Sequeira           | 5     | 0,25 / 100,00   |
| Votos Inválidos         | Votos Inválidos          | 45    | 2,17 / 100,00   |
| Total                   | Total                    | 2 077 | 100,00 / 100,00 |
| Eleitorado/Participação | Eleitorado/Participação  | 3 610 | 57,53 / 100,00  |

| Freguesia        | %     | %     | %     | %    | %     | %    | %    | %    | %    | %    | Votantes |
| Freguesia        | ASN   | MRS   | MM    | MBR  | ES    | VS   | HN   | CF   | PM   | JS   | Votantes |
| ---------------- | ----- | ----- | ----- | ---- | ----- | ---- | ---- | ---- | ---- | ---- | -------- |
| Belver           | 49,72 | 21,63 | 9,55  | 8,99 | 7,02  | 1,40 | 0,56 | 0,84 | 0,28 | 0    | 359      |
| Comenda          | 36,91 | 31,32 | 9,40  | 5,82 | 12,30 | 2,91 | 0,22 | 0,67 | 0,45 | 0    | 461      |
| Gavião e Atalaia | 32,61 | 42,76 | 10,95 | 6,16 | 2,28  | 3,08 | 0,68 | 0,46 | 0,68 | 0,34 | 902      |
| Margem           | 44,89 | 25,00 | 12,78 | 7,67 | 5,11  | 2,27 | 0,85 | 0,57 | 0,28 | 0,57 | 355      |
| Gavião           | 38,68 | 33,46 | 10,68 | 6,84 | 5,81  | 2,61 | 0,59 | 0,59 | 0,49 | 0,25 | 2 077    |

### Marvão
| Candidato               | Candidato                | Votos | %               |
| ----------------------- | ------------------------ | ----- | --------------- |
|                         | Marcelo Rebelo de Sousa  | 800   | 54,68 / 100,00  |
|                         | António Sampaio da Nóvoa | 339   | 23,17 / 100,00  |
|                         | Marisa Matias            | 126   | 8,61 / 100,00   |
|                         | Maria de Belém Roseira   | 92    | 6,29 / 100,00   |
|                         | Vitorino Silva           | 43    | 2,94 / 100,00   |
|                         | Edgar Silva              | 29    | 1,98 / 100,00   |
|                         | Paulo de Morais          | 14    | 0,96 / 100,00   |
|                         | Henrique Neto            | 11    | 0,75 / 100,00   |
|                         | Cândido Ferreira         | 6     | 0,41 / 100,00   |
|                         | Jorge Sequeira           | 3     | 0,21 / 100,00   |
| Votos Inválidos         | Votos Inválidos          | 27    | 1,81 / 100,00   |
| Total                   | Total                    | 1 490 | 100,00 / 100,00 |
| Eleitorado/Participação | Eleitorado/Participação  | 2 914 | 51,13 / 100,00  |

| Freguesia                | %     | %     | %     | %    | %    | %    | %    | %    | %    | %    | Votantes |
| Freguesia                | MRS   | ASN   | MM    | MBR  | VS   | ES   | PM   | HN   | CF   | JS   | Votantes |
| ------------------------ | ----- | ----- | ----- | ---- | ---- | ---- | ---- | ---- | ---- | ---- | -------- |
| Beirã                    | 55,84 | 20,30 | 10,15 | 7,61 | 3,05 | 0,51 | 2,03 | 0,51 | 0    | 0    | 202      |
| Santa Maria de Marvão    | 51,10 | 32,42 | 7,14  | 4,95 | 1,10 | 1,65 | 1,10 | 0,55 | 0    | 0    | 186      |
| Santo António das Areias | 49,60 | 25,91 | 9,51  | 6,88 | 3,24 | 1,62 | 1,01 | 1,01 | 0,61 | 0,61 | 503      |
| São Salvador da Aramenha | 59,66 | 18,98 | 7,80  | 5,76 | 2,88 | 3,22 | 0,51 | 0,68 | 0,51 | 0    | 599      |
| Marvão                   | 54,68 | 23,17 | 8,61  | 6,29 | 2,94 | 1,98 | 0,96 | 0,75 | 0,41 | 0,21 | 1 490    |

### Monforte
| Candidato               | Candidato                | Votos | %               |
| ----------------------- | ------------------------ | ----- | --------------- |
|                         | Marcelo Rebelo de Sousa  | 536   | 39,30 / 100,00  |
|                         | António Sampaio da Nóvoa | 437   | 32,04 / 100,00  |
|                         | Marisa Matias            | 144   | 10,56 / 100,00  |
|                         | Edgar Silva              | 113   | 8,28 / 100,00   |
|                         | Maria de Belém Roseira   | 76    | 5,57 / 100,00   |
|                         | Vitorino Silva           | 44    | 3,23 / 100,00   |
|                         | Cândido Ferreira         | 5     | 0,37 / 100,00   |
|                         | Paulo de Morais          | 4     | 0,29 / 100,00   |
|                         | Henrique Neto            | 4     | 0,29 / 100,00   |
|                         | Jorge Sequeira           | 1     | 0,07 / 100,00   |
| Votos Inválidos         | Votos Inválidos          | 15    | 1,09 / 100,00   |
| Total                   | Total                    | 1 379 | 100,00 / 100,00 |
| Eleitorado/Participação | Eleitorado/Participação  | 2 730 | 50,51 / 100,00  |

| Freguesia    | %     | %     | %     | %     | %    | %    | %    | %    | %    | %    | Votantes |
| Freguesia    | MRS   | ASN   | MM    | ES    | MBR  | VS   | CF   | PM   | HN   | JS   | Votantes |
| ------------ | ----- | ----- | ----- | ----- | ---- | ---- | ---- | ---- | ---- | ---- | -------- |
| Assumar      | 25,81 | 35,94 | 13,36 | 17,05 | 4,61 | 2,76 | 0    | 0,46 | 0    | 0    | 218      |
| Monforte     | 45,62 | 29,29 | 8,26  | 6,78  | 5,12 | 3,64 | 0,17 | 0,33 | 0,33 | 0,17 | 612      |
| Santo Aleixo | 36,25 | 32,92 | 10,83 | 6,67  | 8,75 | 2,92 | 1,67 | 0    | 0    | 0    | 242      |
| Vaiamonte    | 38,74 | 31,44 | 12,91 | 6,29  | 4,64 | 2,98 | 0    | 0,33 | 0,66 | 0    | 307      |
| Monforte     | 39,30 | 32,04 | 10,56 | 8,28  | 5,57 | 3,23 | 0,37 | 0,29 | 0,29 | 0,07 | 1 379    |

### Nisa
| Candidato               | Candidato                | Votos | %               |
| ----------------------- | ------------------------ | ----- | --------------- |
|                         | Marcelo Rebelo de Sousa  | 1 444 | 45,20 / 100,00  |
|                         | António Sampaio da Nóvoa | 994   | 31,11 / 100,00  |
|                         | Marisa Matias            | 281   | 8,79 / 100,00   |
|                         | Maria de Belém Roseira   | 193   | 6,04 / 100,00   |
|                         | Edgar Silva              | 156   | 4,88 / 100,00   |
|                         | Vitorino Silva           | 63    | 1,97 / 100,00   |
|                         | Paulo de Morais          | 29    | 0,91 / 100,00   |
|                         | Henrique Neto            | 18    | 0,56 / 100,00   |
|                         | Cândido Ferreira         | 10    | 0,31 / 100,00   |
|                         | Jorge Sequeira           | 7     | 0,22 / 100,00   |
| Votos Inválidos         | Votos Inválidos          | 67    | 2,05 / 100,00   |
| Total                   | Total                    | 3 262 | 100,00 / 100,00 |
| Eleitorado/Participação | Eleitorado/Participação  | 6 365 | 51,25 / 100,00  |

| Freguesia                                          | %     | %     | %     | %    | %    | %    | %    | %    | %    | %    | Votantes |
| Freguesia                                          | MRS   | ASN   | MM    | MBR  | ES   | VS   | PM   | HN   | CF   | JS   | Votantes |
| -------------------------------------------------- | ----- | ----- | ----- | ---- | ---- | ---- | ---- | ---- | ---- | ---- | -------- |
| Alpalhão                                           | 62,18 | 21,98 | 5,35  | 4,75 | 2,57 | 1,78 | 0,59 | 0,59 | 0,20 | 0    | 513      |
| Arez e Amieira do Tejo                             | 35,02 | 38,71 | 10,60 | 6,45 | 5,07 | 0,46 | 2,76 | 0,46 | 0    | 0,46 | 220      |
| Espírito Santo, Nossa Senhora da Graça e São Simão | 46,03 | 29,96 | 9,52  | 5,69 | 4,89 | 1,92 | 0,99 | 0,53 | 0,26 | 0,20 | 1 541    |
| Montalvão                                          | 34,91 | 36,69 | 7,69  | 4,73 | 7,69 | 5,92 | 1,18 | 1,18 | 0    | 0    | 171      |
| Santana                                            | 22,38 | 45,71 | 11,90 | 9,52 | 6,67 | 1,43 | 0    | 0,48 | 0,95 | 0,95 | 219      |
| São Matias                                         | 45,39 | 26,95 | 6,38  | 8,51 | 9,93 | 0,71 | 0,71 | 0,71 | 0    | 0,71 | 143      |
| Tolosa                                             | 42,63 | 34,01 | 9,07  | 6,58 | 3,85 | 2,27 | 0,45 | 0,45 | 0,68 | 0    | 455      |
| Nisa                                               | 45,20 | 31,11 | 8,79  | 6,04 | 4,88 | 1,97 | 0,91 | 0,56 | 0,31 | 0,22 | 3 262    |

### Ponte de Sôr
| Candidato               | Candidato                | Votos  | %               |
| ----------------------- | ------------------------ | ------ | --------------- |
|                         | Marcelo Rebelo de Sousa  | 2 484  | 37,06 / 100,00  |
|                         | António Sampaio da Nóvoa | 2 030  | 30,29 / 100,00  |
|                         | Marisa Matias            | 828    | 12,35 / 100,00  |
|                         | Edgar Silva              | 713    | 10,64 / 100,00  |
|                         | Maria de Belém Roseira   | 331    | 4,94 / 100,00   |
|                         | Vitorino Silva           | 164    | 2,45 / 100,00   |
|                         | Paulo de Morais          | 80     | 1,19 / 100,00   |
|                         | Henrique Neto            | 34     | 0,51 / 100,00   |
|                         | Cândido Ferreira         | 23     | 0,34 / 100,00   |
|                         | Jorge Sequeira           | 15     | 0,22 / 100,00   |
| Votos Inválidos         | Votos Inválidos          | 130    | 1,90 / 100,00   |
| Total                   | Total                    | 6 832  | 100,00 / 100,00 |
| Eleitorado/Participação | Eleitorado/Participação  | 14 670 | 46,57 / 100,00  |

| Freguesia                            | %     | %     | %     | %     | %    | %    | %    | %    | %    | %    | Votantes |
| Freguesia                            | MRS   | ASN   | MM    | ES    | MBR  | VS   | PM   | HN   | CF   | JS   | Votantes |
| ------------------------------------ | ----- | ----- | ----- | ----- | ---- | ---- | ---- | ---- | ---- | ---- | -------- |
| Foros de Arrão                       | 26,32 | 25,81 | 8,77  | 27,82 | 7,77 | 1,75 | 1,50 | 0    | 0,25 | 0,50 | 407      |
| Galveias                             | 41,15 | 29,00 | 12,58 | 10,23 | 2,77 | 2,56 | 0,21 | 0,64 | 0,43 | 0,43 | 477      |
| Longomel                             | 18,58 | 45,65 | 14,03 | 7,91  | 9,29 | 2,17 | 1,19 | 0,59 | 0,59 | 0    | 513      |
| Montargil                            | 34,31 | 26,82 | 9,66  | 22,58 | 3,58 | 1,19 | 0,65 | 0,54 | 0,33 | 0,33 | 941      |
| Ponte de Sor, Tramaga e Vale de Açor | 40,34 | 29,75 | 13,02 | 6,94  | 4,70 | 2,79 | 1,43 | 0,52 | 0,32 | 0,18 | 4 494    |
| Ponte de Sor                         | 37,06 | 30,29 | 12,35 | 10,64 | 4,94 | 2,45 | 1,19 | 0,51 | 0,34 | 0,22 | 6 832    |

### Portalegre
| Candidato               | Candidato                | Votos  | %               |
| ----------------------- | ------------------------ | ------ | --------------- |
|                         | Marcelo Rebelo de Sousa  | 5 366  | 50,56 / 100,00  |
|                         | António Sampaio da Nóvoa | 3 002  | 28,29 / 100,00  |
|                         | Marisa Matias            | 977    | 9,21 / 100,00   |
|                         | Maria de Belém Roseira   | 342    | 3,22 / 100,00   |
|                         | Edgar Silva              | 312    | 2,94 / 100,00   |
|                         | Vitorino Silva           | 221    | 2,08 / 100,00   |
|                         | Paulo de Morais          | 160    | 1,51 / 100,00   |
|                         | Cândido Ferreira         | 138    | 1,30 / 100,00   |
|                         | Henrique Neto            | 69     | 0,65 / 100,00   |
|                         | Jorge Sequeira           | 26     | 0,24 / 100,00   |
| Votos Inválidos         | Votos Inválidos          | 236    | 2,18 / 100,00   |
| Total                   | Total                    | 10 849 | 100,00 / 100,00 |
| Eleitorado/Participação | Eleitorado/Participação  | 21 186 | 51,21 / 100,00  |

| Freguesia                   | %     | %     | %     | %    | %    | %    | %    | %    | %    | %    | Votantes |
| Freguesia                   | MRS   | ASN   | MM    | MBR  | ES   | VS   | PM   | CF   | HN   | JS   | Votantes |
| --------------------------- | ----- | ----- | ----- | ---- | ---- | ---- | ---- | ---- | ---- | ---- | -------- |
| Alagoa                      | 57,75 | 25,97 | 6,59  | 5,04 | 0    | 3,10 | 0    | 0,39 | 1,16 | 0    | 263      |
| Alegrete                    | 56,36 | 27,89 | 6,07  | 4,91 | 1,01 | 1,59 | 0,14 | 1,16 | 0,43 | 0,43 | 702      |
| Fortios                     | 45,69 | 30,42 | 10,97 | 2,35 | 5,87 | 1,70 | 1,83 | 0,39 | 0,26 | 0,52 | 790      |
| Reguengo e São Julião       | 60,64 | 21,28 | 7,09  | 3,20 | 2,06 | 2,97 | 0,92 | 0,46 | 0,92 | 0,46 | 453      |
| Ribeira de Nisa e Carreiras | 54,78 | 26,08 | 7,78  | 3,11 | 2,51 | 2,15 | 1,32 | 0,96 | 1,20 | 0,12 | 859      |
| Sé e São Lourenço           | 50,67 | 28,53 | 9,34  | 3,08 | 3,18 | 2,04 | 1,89 | 0,49 | 0,58 | 0,21 | 6 872    |
| Urra                        | 38,53 | 31,07 | 12,25 | 3,34 | 1,78 | 2,34 | 0,33 | 9,24 | 0,89 | 0,22 | 910      |
| Portalegre                  | 50,56 | 28,29 | 9,21  | 3,22 | 2,94 | 2,08 | 1,51 | 1,30 | 0,65 | 0,24 | 10 849   |

### Sousel
| Candidato               | Candidato                | Votos | %               |
| ----------------------- | ------------------------ | ----- | --------------- |
|                         | Marcelo Rebelo de Sousa  | 988   | 43,68 / 100,00  |
|                         | António Sampaio da Nóvoa | 555   | 24,54 / 100,00  |
|                         | Marisa Matias            | 247   | 10,92 / 100,00  |
|                         | Edgar Silva              | 240   | 10,61 / 100,00  |
|                         | Maria de Belém Roseira   | 117   | 5,17 / 100,00   |
|                         | Vitorino Silva           | 72    | 3,18 / 100,00   |
|                         | Paulo de Morais          | 21    | 0,93 / 100,00   |
|                         | Henrique Neto            | 12    | 0,53 / 100,00   |
|                         | Jorge Sequeira           | 6     | 0,27 / 100,00   |
|                         | Cândido Ferreira         | 4     | 0,18 / 100,00   |
| Votos Inválidos         | Votos Inválidos          | 36    | 1,57 / 100,00   |
| Total                   | Total                    | 2 298 | 100,00 / 100,00 |
| Eleitorado/Participação | Eleitorado/Participação  | 4 203 | 54,68 / 100,00  |

| Freguesia   | %     | %     | %     | %     | %    | %    | %    | %    | %    | %    | Votantes |
| Freguesia   | MRS   | ASN   | MM    | ES    | MBR  | VS   | PM   | HN   | JS   | CF   | Votantes |
| ----------- | ----- | ----- | ----- | ----- | ---- | ---- | ---- | ---- | ---- | ---- | -------- |
| Cano        | 44,86 | 27,93 | 10,63 | 7,03  | 4,14 | 3,06 | 1,08 | 0,90 | 0,18 | 0,18 | 562      |
| Casa Branca | 35,95 | 23,36 | 12,23 | 14,78 | 8,03 | 4,74 | 0,36 | 0,18 | 0,18 | 0,18 | 555      |
| Santo Amaro | 43,12 | 30,89 | 8,87  | 7,95  | 5,50 | 2,14 | 0,31 | 0,61 | 0,61 | 0    | 332      |
| Sousel      | 48,20 | 20,55 | 11,06 | 11,30 | 3,85 | 2,64 | 1,44 | 0,48 | 0,24 | 0,24 | 849      |
| Sousel      | 43,68 | 24,54 | 10,92 | 10,61 | 5,17 | 3,18 | 0,93 | 0,53 | 0,27 | 0,18 | 2 298    |